# 安德烈亚·科帕西埃凡迪
安德烈亚斯·科帕西斯（希臘語：Ανδρέας Κοπάσης；1856年—1912年3月22日），土耳其语称安德烈亚·科帕西埃凡迪（土耳其語：Andreya Kopasi Efendi）。奥斯曼帝国萨摩斯大公。希腊人。1908年至1912年在任。有着亲中央政府、僭主式的作风。1908年，因在萨摩斯增加奥斯曼驻军而导致当地民众起事。但起事遭到科帕西斯以更多的兵力镇压。亲希腊的异见者地米斯托克利·索福利斯因此逃亡至希腊本土。1912年3月22日，科帕西斯遭忠于索福利斯的刺客暗杀。

## 注脚
1. ↑  Kritik: altı aylık edebiyat eleştirisi dergisi, Volume 1, Issues 1-2